# UTY甲府北口中継局
UTY甲府北口中継局（ゆーてぃーわいこうふきたぐちちゅうけいきょく）は、山梨県甲府市にあるテレビ山梨の中継局である。

## 概要
- 当中継局は、甲府市の中心部にあり、市内中心部の一部へ電波を発射している。
- アンテナ受信では甲府親局（37ch）を視聴するのが一般的であったため、ほぼ同位置にある他局（YBS,NHK）の中継局も含め、受信している世帯は甲府市中心部でも少なかった。
- デジタル放送完全移行に伴い廃局。当送信所から受信していた世帯は親局（27ch）を受信しての視聴となった。

## 中継局送信施設概要
| 放送局名      | チャンネル | 空中線電力        | ERP               | 放送対象地域           | 放送区域内世帯数 |
| ------------- | ---------- | ----------------- | ----------------- | ---------------------- | ---------------- |
| UTYテレビ山梨 | 43ch       | 映像10W/ 音声2.5W | 映像380W/ 音声94W | 山梨県（甲府市の一部） | -                |

- 中継局置局住所は、甲府市長松寺町13番2号。
- 2011年7月24日をもって廃止された。